# هنري بي. فنسنت
هنري بي. فنسنت (بالإنجليزية: Henry B. Vincent)‏ هو ملحن ومحاضر ومخرج أمريكي، ولد في 28 ديسمبر 1872 في دنفر في الولايات المتحدة، وتوفي في 7 يناير 1941 في إيري في الولايات المتحدة.

## وصلات خارجية
- هنري بي. فنسنت على موقع ميوزك برينز (الإنجليزية)